# ウェットフォールディング

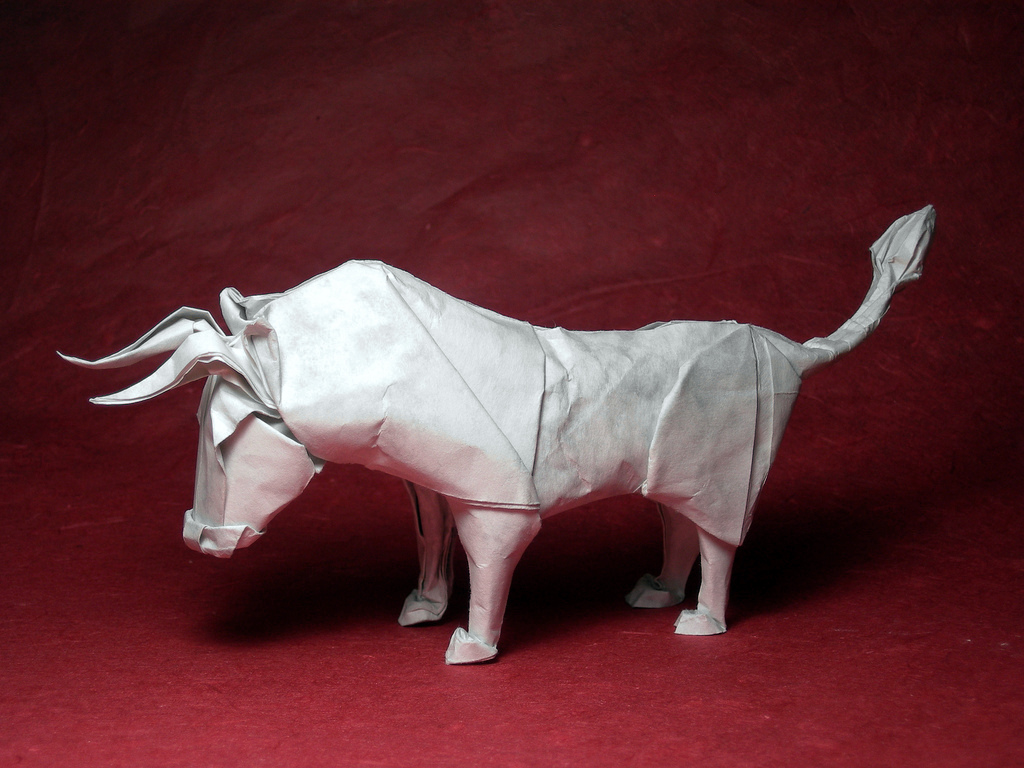
ウェットフォールディングで作成した雄牛

ウェットフォールディング (Wet-folding) は折り紙におけるテクニックの一つであり、水を用いて紙を湿らせ、より紙を扱いやすくする技法である。吉澤章によって生み出された。この技法では、本来幾何学的な要素の強い折り紙に彫刻的な要素を与える。この技法は一般の人よりも折り紙作家（折り紙を趣味とする人など）によって用いられることが多く、人間の顔や動物などの非幾何学的な作品を折る際に利用される。ウェットフォールディングでは紙が破けることを避けるため、通常の折り紙用紙よりも厚い紙や繊維が長く強い紙を用いることが多い。
紙には「紙の目」というものがあるため、特に厚い紙では折っても元に戻ってしまったり、皺が多くできてしまったりする。ウェットフォールディングを用いると、この厚い紙を簡単に折ったり、皺を大幅に減らすことができる。また、曲がった形を固定したり、紙を"伸ばして"（歪ませて）折ることもできる。紙を湿らせるには、濡らした布で紙を拭く方法が多く用いられる。どの程度紙を湿らせるかは大変重要である。湿らせ方が足りないと作品が折りあがる前に紙が元の形へと戻ってしまうし、湿らせ過ぎると紙の角がボロボロになったり、強く引っ張られるところから破れてしまったりする。
ウェットフォールディングを用いる作家として特に有名な折り紙作家は、エリック・ジョワゼルである。ジョワゼルが得意とする作品は動物、人物、神話の生き物（妖精など）である。また、非常に手の込んだ折り紙の面も制作している。ロバート・J・ラングやジョン・モントロールもウェットフォールディングを利用した作品を制作している。